# كأس القارات لكرة السلة 2014
كأس القارات لكرة السلة 2014 هو الموسم 23 من  كأس القارات لكرة السلة. أشرف على تنظيمه الاتحاد الدولي لكرة السلة، وفاز فيه فلامنغو لكرة السلة.